# Chypre aux Jeux olympiques d'hiver de 1992
Cet article contient des informations sur la participation et les résultats de Chypre aux Jeux olympiques d'hiver de 1992, qui ont eu lieu à Albertville en France. 

## Résultats

### Ski alpin

#### Hommes
| Athlète                | Épreuve      | Manche 1                      | Manche 1                      | Manche 2                      | Manche 2                      | Total                         | Total                         |
| Athlète                | Épreuve      | Temps                         | Rang                          | Temps                         | Rang                          | Temps                         | Rang                          |
| ---------------------- | ------------ | ----------------------------- | ----------------------------- | ----------------------------- | ----------------------------- | ----------------------------- | ----------------------------- |
| Andreas Vasili         | Super-G      |                               |                               |                               |                               | 1 min 32 s 78                 | 84                            |
| Alekhis Fotiadis       | Super-G      |                               |                               |                               |                               | 1 min 30 s 31                 | 81                            |
| Sokratis Aristodimou   | Super-G      |                               |                               |                               |                               | 1 min 30 s 13                 | 80                            |
| Sokratis Aristodimou   | Slalom géant | 1 min 25 s 03                 | 92                            | 1 min 23 s 13                 | 70                            | 2 min 48 s 16                 | 76                            |
| Andreas Vasili         | Slalom géant | 1 min 22 s 86                 | 82                            | 1 min 23 s 40                 | 73                            | 2 min 46 s 26                 | 69                            |
| Alekhis Fotiadis       | Slalom géant | 1 min 22 s 01                 | 79                            | 1 min 17 s 98                 | 60                            | 2 min 39 s 99                 | 61                            |
| Sokratis Aristodimou   | Slalom       | 1 min 12 s 68                 | 64                            | 1 min 11 s 21                 | 47                            | 2 min 23 s 89                 | 47                            |
| Andreas Vasili         | Slalom       | 1 min 11 s 97                 | 63                            | 1 min 34 s 70                 | 63                            | 2 min 46 s 67                 | 55                            |
| Alekhis Fotiadis       | Slalom       | 1 min 07 s 10                 | 58                            | 1 min 07 s 66                 | 44                            | 2 min 14 s 76                 | 44                            |
| Haris Papacharalambous | Slalom       | Absent au départ (1re manche) | Absent au départ (1re manche) | Absent au départ (1re manche) | Absent au départ (1re manche) | Absent au départ (1re manche) | Absent au départ (1re manche) |

#### Femmes
| Athlète           | Épreuve      | Manche 1      | Manche 1 | Manche 2      | Manche 2 | Total             | Total             |
| Athlète           | Épreuve      | Temps         | Rang     | Temps         | Rang     | Temps             | Rang              |
| ----------------- | ------------ | ------------- | -------- | ------------- | -------- | ----------------- | ----------------- |
| Karolina Fotiadou | Super-G      |               |          |               |          | Absente au départ | Absente au départ |
| Karolina Fotiadou | Slalom géant | 1 min 28 s 66 | 50       | 1 min 28 s 48 | 39       | 2 min 57 s 14     | 39                |
| Karolina Fotiadou | Slalom       | 1 min 06 s 13 | 42       | 58 s 06       | 34       | 2 min 04 s 19     | 35                |